# La Gaceta Literaria
La Gaceta Literaria va ser una revista cultural publicada a Madrid entre 1927 i 1932. Fundada per Ernesto Giménez Caballero i amb periodicitat quinzenal, va editar un total de 123 números i va estar relacionada amb la «generació del 27».
En ella hi van col·laborar autors com Luis Buñuel, César M. Arconada, Rafael Alberti, Sebastià Gasch, Benjamín Jarnés, Luis Gómez Mesa, Guillermo de Torre, Ramiro Ledesma Ramos, Luis Buñuel Portolés, Melchor Fernández Almagro, Ramón Gómez de la Serna, Pedro Sainz Rodríguez, José Moreno Villa, José Bergamín Gutiérrez, Enrique Lafuente Ferrari, Salvador Dalí o Federico García Lorca, entre d'altres.
Ha estat descrita com «una de les més importants en el panorama cultural espanyol i òrgan d'expressió i comunicació dels components de la "Generació del 27"».